# 19002 Tongkexue
19002 Tongkexue (2000 RD61) là một tiểu hành tinh vành đai chính được phát hiện ngày 1 tháng 9 năm 2000 bởi Nhóm nghiên cứu tiểu hành tinh gần Trái Đất phòng thí nghiệm Lincoln ở Socorro.